# Charles Duuez
Charles Christophe François Joseph Duuez est un homme politique français né le 22 novembre 1750 à Valenciennes (Nord) et mort le 27 novembre 1826 à Saint-Quentin (Aisne).

## Biographie
Négociant à Saint-Quentin, juge consul puis échevin sous l'Ancien régime, il est président du tribunal de commerce de Saint-Quentin durant dix ans. Il est élu député de l'Aisne au Conseil des Cinq-Cents lors des élections du 24 vendémiaire an IV. Il contribue à la préservation de la collégiale de Saint-Quentin, alors promise à la démolition. Favorable au coup d'État du 18 Brumaire, il est nommé sous-préfet de Saint-Quentin en 1800 et le demeure jusqu'en 1813. Il devient ensuite conseiller municipal et président des hospices de cette même ville sous la Restauration

## Distinctions
Chevalier de la Légion d'honneur

## Sources
1. ↑  « Les Funérailles de Mr C.-C. DUUEZ », Journal de la ville de Saint-Quentin et de l'arrondissement,‎ 3 décembre 1826 (lire en ligne)

- « Charles Duuez », dans Adolphe Robert et Gaston Cougny, Dictionnaire des parlementaires français, Edgar Bourloton, 1889-1891 [détail de l’édition]